# محسن گودرزی
محسن گودرزی متولد سال ۱۳۴۰ جامعه‌شناس ایرانی است. او مدیر علمی موج دوم پیمایش ملی ارزش‌ها و نگرش‌های ایرانیان در سال ۱۳۸۲ است.

## معرفی
محسن گودرزی در سال ۱۳۶۵ در رشته پژوهشگری اجتماعی از دانشگاه تهران مدرک کارشناسی دریافت کرد. کارشناسی ارشد خود را از همین دانشگاه در سال ۱۳۷۶ در رشته جامعه‌شناسی و مدرک دکتری جامعه‌شناسی را هم از همین دانشگاه در سال ۱۳۸۳ در رشته جامعه‌شناسی گرفت.

## فعالیت‌های پژوهشی
به قلم و مدیریت علمی این استاد دانشگاه و جامعه‌شناس پژوهش‌های متعدد ملی و منطقه‌ای در حوزه جامعه‌شناسی انجام شده‌است از جمله پژوهش‌ها مهم در این حوزه می‌توان به پیمایش ارزش‌ها و نگرش‌های ایرانیان اشاره کرد.از جمله پژوهش‌های این جامعه‌شناس می‌توان به تحولات فرهنگی ایران در سه دهه۱۳۵۳–۱۳۸۳، پیمایش ملی در مناطق شهری و روستایی ۳۰ استان کشور، در سال ۱۳۸۳، گرایش‌ها، رفتارها و آگاهی‌های مردم سیستان و بلوچستان، پژوهشگاه جهاد دانشگاهی و دفتر توسعه محور شرق، سال ۱۳۷۸، رفتار کتاب‌خوانی ساکنان تهران، وزارت فرهنگ و ارشاد اسلامی، مهر ۱۳۷۷ اشاره کرد. مهم‌ترین آن‌ها پژوهش جامع ارزش‌ها و نگرش‌های ایرانیان، پیمایش ملی در ۲۸ مرکز استان کشور، وزارت فرهنگ و ارشاد اسلامی در اوائل دهه هشتاد است.
پیمایش ارزش‌ها و نگرش‌های ایرانیان
پیمایش (survey) ملی ارزش‌ها و نگرش‌ها یکی از پژوهش‌های اجتماعی مهم در ایران است
تا حدی که اجرای منظم آن توسط وزارت فرهنگ و ارشاد اسلامی به عنوان بخشی از ماده ۱۶۲ قانون برنامه سوم توسعه اقتصادی، اجتماعی و فرهنگی کشور در سال ۱۳۷۸ به تصویب مجلس پنجم رسید. هدف از اجرای این طرح‌ها اندازه‌گیری تحولات فرهنگی و نگرش‌های اجتماعی در فاصله‌های منظم (دوساله) در سطح کشور بود تا براساس یافته‌های آن، امکان برنامه‌ریزی و سیاستگذاری علمی فراهم شود. مدیریت علمی موج دوم این پیمایش بر عهده محسن گودرزی بوده‌است.پیمایش ملی ارزش‌ها و نگرش‌های ایرانیان در هشتمین دوره پژوهش فرهنگی سال به عنوان پژوهش برتر معرفی شد و از عبدالعلی رضایی مدیر علمی موج اول و محسن گودرزی مدیر علمی موج دوم تقدیر شد. تاکنون سه موج پیمایش ارزش‌ها و نگرش‌ها در کشور اجرا شده و از آذرماه ۱۳۹۴ نتایج آن‌ها در اختیار عموم قرار گرفته و بر روی سایت پژوهشگاه فرهنگ، هنر و ارتباطات منتشر شده‌است. پژوهش‌های متعددی در ارجاع به نتایج این پیمایش انجام شده‌است.